# Simply the Best (Tina Turner)
Simply the Best è una compilation di Tina Turner, ispirato dalla celebre canzone The Best, spesso citata come Simply the Best.

## Descrizione
L'album include i successi più famosi della Turner a partire dal suo grande rilancio della prima metà degli anni '80. 
Include anche tre brani inediti: Love Thing (UK Airplay # 13), I Want You Near Me (# 22 UK) e Way of the World (UK Airplay # 6 e UK # 13), nonché una versione dance del classico Nutbush City Limits, tutti pubblicati come singoli tra il 1991 e il 1992. 
Nel Regno Unito l'album divenne il più venduto della Turner, ed uno dei più venduti di sempre nel paese, venendo certificato otto volte platino per i due milioni e mezzo di copie vendute, permanendo nelle classifiche inglesi per oltre centoquaranta settimane.
L'album ha venduto globalmente oltre sette milioni di copie.
La compilation è stata pubblicata con una diversa tracklist negli Stati Uniti con i brani What You Get Is What You See e Look Me in the Heart, al posto di Addicted to Love (Live) e Be Tender with Me Baby. 
In Australia, è stata pubblicata un'edizione limitata dell'album con un disco bonus di cinque tracce, che include una versione di The Best reincisa in duetto con Jimmy Barnes, ribattezzata (Simply) The Best, pubblicata come singolo benefico solo per il mercato australiano, più I'm a Lady, un quarto inedito  apparso precedentemente come B-side del singolo Love Thing.

## Tracce
1. The Best – 4:10
2. What's Love Got to Do with It? – 3:50
3. I Can't Stand the Rain – 3:44
4. I Don't Wanna Lose You – 4:18
5. Nutbush City Limits (The 90's Version) – 3:44
6. Let's Stay Together – 3:39
7. Private Dancer – 4:01
8. We Don't Need Another Hero (Thunderdome) – 4:14
9. Better Be Good to Me – 3:40
10. River Deep - Mountain High – 3:37
11. Steamy Windows – 4:02
12. Typical Male – 4:14
13. It Takes Two (duet with Rod Stewart) – 4:13
14. Addicted to Love (Live) – 5:04
15. Be Tender with Me Baby – 4:17
16. I Want You Near Me – 3:53
17. Way of the World – 4:19
18. Love Thing – 4:28